# María Martín Rojo
María Martín Rojo es una deportista española que compite en piragüismo en la modalidad de maratón. Ganó una medalla de bronce en el Campeonato Europeo de Piragüismo en Maratón de 2023, en la prueba de C1 en distancia corta.

## Palmarés internacional
| \| Campeonato Europeo \| Campeonato Europeo \| Campeonato Europeo \| Campeonato Europeo \| \| Año \| Lugar \| Medalla \| Competición \| \| ------------------ \| ------------------------ \| ------------------ \| ------------------ \| \| 2023 \| Slavonski Brod (Croacia) \| Medalla de bronce \| C1 (DC) \| |                          |                   |             |
| Campeonato Europeo |                          |                   |             |
| Año | Lugar                    | Medalla           | Competición |
| 2023 | Slavonski Brod (Croacia) | Medalla de bronce | C1 (DC)     |